# داماسواوک
داماسواوک (به لهستانی:  Damasławek) یک روستا در لهستان است که در گمینا داماسواوک واقع شده‌است. داماسواوک ۲٬۵۰۰ نفر جمعیت دارد.

## خواهرخوانده
شهر Dahlenburg خواهرخواندهٔ داماسواوک هست.